# Ľutov
Ľutov (in ungherese: Litó) è un comune della Slovacchia facente parte del distretto di Bánovce nad Bebravou, nella regione di Trenčín.